# Данди (Њујорк)
Данди (енгл. Dundee) град је у америчкој савезној држави Њујорк.

## Демографија
По попису из 2010. године број становника је 1.725, што је 35 (2,1%) становника више него 2000. године.
| Група             | 2000.         | 2010.         |
| Белци             | 1.651 (97,7%) | 1.672 (96,9%) |
| Афроамериканци    | 17 (1,0%)     | 16 (0,9%)     |
| Азијати           | 2 (0,1%)      | 6 (0,3%)      |
| Хиспаноамериканци | 11 (0,7%)     | 20 (1,2%)     |
| Укупно            | 1.690         | 1.725         |